# ЛГБТ в исляма
ЛГБТ в исляма се влияе от религиозната, законната, социалната и културната истории на народите със значително мюсюлманско население, заедно с определени стихове на Корана и хадисите.
Коранът цитира историята на „Лутовия народ“, унищожен от божия гняв, защото се занимават с похотливи плътски действия между мъже. Хомосексуалните актове са забранени в традиционната ислямска юриспруденция и подлежат на различни наказания, включително смъртно, в зависимост от ситуацията и правната школа. Въпреки това, хомосексуални взаимоотношения като цяло се толерират в предмодерните ислямски общества, а исторически данни сочат, че тези до тези закони е било прибягвано рядко, главно в случаи на изнасилване или други „изключително очевидни нарушения на обществения морал“. Хомоеротични теми са култивирани в поезията и други литературни жанрове, написани на различни езици на мюсюлманския свят от VIII век насам. Концепциите за хомосексуалността, намерени в класическите ислямски текстове, приличат по-скоро на традициите на римо-гръцката античност, отколкото на съвременните западни понятия за сексуална ориентация.
В последно време екстремните предразсъдъци продължават, както социално, така и легално, в по-голямата част от ислямския свят срещу хора, които участват в хомосексуални актове. В Афганистан, Бруней, Иран, Мавритания, Нигерия, Саудитска Арабия, Сомалия (някои южни региони), Судан, ОАЕ и Йемен хомосексуалната активност води до смъртно наказание. 
В други държави, като Алжир, Бангладеш, Чад, Малайзия, Малдиви, Пакистан, Катар, Сомалия и Сирия, хомосексуалността е незаконна. Еднополовият сексуален акт е законен в Албания, Азербайджан, Бахрейн, Босна и Херцеговина, Буркина Фасо, Джибути, Гвинея-Бисау, Ирак, Йордания, Казахстан, Косово, Киргизстан, Мали, Нигер, Таджикистан, Туция и по-голямата част от Индонезия (с изключение на провинциите Ачех и Южна Суматра), както и в Северен Кипър.
В Албания, Тунис и Турция са проведени обсъждания относно легализирането на еднополовите бракове. Хомосексуални отношения между жени са законни в Кувейт, Туркменистан и Узбекистан, но хомосексуални отношения между мъже незаконни.